# Earle Brown (Komponist)

Brown (rechts) mit David Arden, 1995

Earle Brown (* 26. Dezember 1926 in Lunenburg, Massachusetts; † 2. Juli 2002 in Rye, New York) war ein US-amerikanischer Komponist.
In den 1950er Jahren traf er John Cage, der ihn bewegte, nach New York zu ziehen. Dort galt er dann mit Morton Feldman, David Tudor und Christian Wolff als Mitglied der sogenannten New York School von Komponisten.

## Leben
Brown widmet sich zuerst dem Jazz. Zunächst studierte er nicht Musik, sondern Ingenieurwissenschaften und Mathematik (Northeastern University, 1944–45). Zwischen 1946 und 1950 lernte er das Schillinger-System für Komposition an der Joseph Schillinger House of Music in Boston. Brown hatte privaten Trompeten- und Kompositionsunterricht. Als wesentliche Einflüsse gab er die Künstler der sogenannten New York School an, beispielsweise Jackson Pollock und Alexander Calder. John Cage lud ihn nach New York ein, und so verließ Brown Denver, um an Cages Project for Music for Magnetic Tape teilzunehmen. Brown arbeitete auch als Tonmeister für Capitol Records (1955–60) und als Produzent für Bob Shads Label Time und Mainstream Records (1960–73).
Browns Kontakt zu Cage führte dazu, dass David Tudor Browns frühe Klavierwerke kennenlernte und in Darmstadt and Donaueschingen aufführte. Daraufhin setzten sich Komponisten wie Pierre Boulez and Bruno Maderna für ihn ein, so dass seine Partituren gekauft und seine Werke gespielt wurden. Von 1957 bis 1965 war Brown als Dozent und Dirigent auf den Darmstädter Ferienkursen für Neue Musik tätig.
Brown starb 2002 an Lungenkrebs.

## Musik
Das Brown zugerechnete neue Notationsprinzip der sogenannten „offenen Form“ war sein wichtigster Beitrag zur Musikgeschichte des 20. Jahrhunderts.
Dieses Prinzip beeinflusste nicht nur seine Freunde und Kollegen im New York der 1950er und 1960er Jahre, sondern hatte auch später großen Einfluss auf jüngere europäische und US-amerikanische Komponisten: John Zorn und (in einigen früheren Werken) Karlheinz Stockhausen sind wohl die bekanntesten Komponisten, die auf diese Idee zurückgriffen.
Sein bekanntestes Werk ist December 1952, das mit seiner streng geometrisch-grafischen Notation Aufsehen erregte. Available Forms ist das meistgespielte Orchesterwerk Browns.

## Werke (Auswahl)
- Home Burial (1949), für Klavier
- Three Pieces for Piano (1951)
- Music for Violin, Cello & Klavier (1952)
- Twenty-Five Pages (1953), für 1–25 Klavier(e)
- Octet I (1953), für 8 Lautsprecher
- Indices (1954), für Kammerorchester
- Folio and 4 Systems (1954), für variable Instrumentation
- Indices [Klavierfassung] (1954)
- Octet II (1954), für 8 Lautsprecher
- Music for Cello and Piano (1955)
- Four More (1956), für Klavier
- Hodograph I (1959), für Kammerensemble
- Available Forms I (1961), für Kammerorchester
- Available Forms II (1962), für zwei Orchester
- Times Five (1963), für Kammerensemble
- Corroboree (1964), für 3 oder 2 Klaviere
- Nine Rarebits (1965), für 1 Cembalo oder 2 Cembali
- String Quartet (1965)
- Calder Piece (1966), für Perkussionisten und Mobile
- Module I (1966), für Orchester
- Module II (1966), für Orchester
- Event: Synergy II (1967), für Kammerensemble
- Module III (1969), für Orchester
- Small Pieces for Large Chorus (1969)
- Time Spans (1972), für Orchester
- Centering (1973), for Solovioline und Ensemble
- Cross Sections and Color Fields (1975), für Orchester
- Folio II (1982), für variable Instrumentation
- Tracking Pierrot (1992), für Kammerensemble
- Summer Suite '95 (1995), für Klavier
- Special Events (1999), für Kammerensemble

## Weiterführende Literatur
- Thomas Seedorf: Earle Brown. In: Hermann Danuser, Dietrich Kämper, Paul Terse (Hrsg.): Amerikanische Musik seit Charles Ives. Laaber, Laaber 1987, ISBN 3-89007-117-1, S. 312 f.
- John P. Welsh. Open Form and Earle Brown’s Modules I and II (1967), in: Perspectives of New Music, xxxii/1 (1994), S. 254–290.
- Sabine Feißt, Der Begriff „Improvisation“ in der neuen Musik, Sinzig (Studio, Verl. Schewe), 1997, S. 97–100 (zur offenen Form und Earle Brown).
- Clemens Gresser, Eintrag zu „Earle Brown“ in: Lexikon des Klaviers, hrsg. von Christoph Kammertöns und Siegfried Mauser, Laaber (Laaber), 2006, S. 130–131.
- Dan Albertson (ed.). Earle Brown: From Motets to Mathematics, in: Contemporary Music Review, Vol. 26 Issue 3 & 4 (2007), Routledge (Onlinezugang erfordert Subskription).